# Харів Артур-Артем Юрійович
Артур-Артем Юрійович Харів (4 квітня 1996, м. Тернопіль — січень 2023, Луганська область) — український футболіст, військовослужбовець, солдат Збройних сил України, учасник російсько-української війни. Почесний громадянин міста Тернополя (2023, посмертно).

## Життєпис
Артур-Артем Харів народився 4 квітня 1996 року в місті Тернополі.
Капітан футбольної команди «Смиківці».
Загинув у січні 2023 року під час виконання бойового завдання у важких боях на Луганщині.

## Нагороди
- Почесний громадянин міста Тернополя (27 січня 2023, посмертно)[2].